# 361-й истребительный авиационный полк
361-й истребительный авиационный полк (361-й иап) — воинская часть Военно-воздушных сил (ВВС) Вооружённых Сил РККА, затем ВВС СССР, принимавшая участие в Советско-японской войне.

## Наименования полка

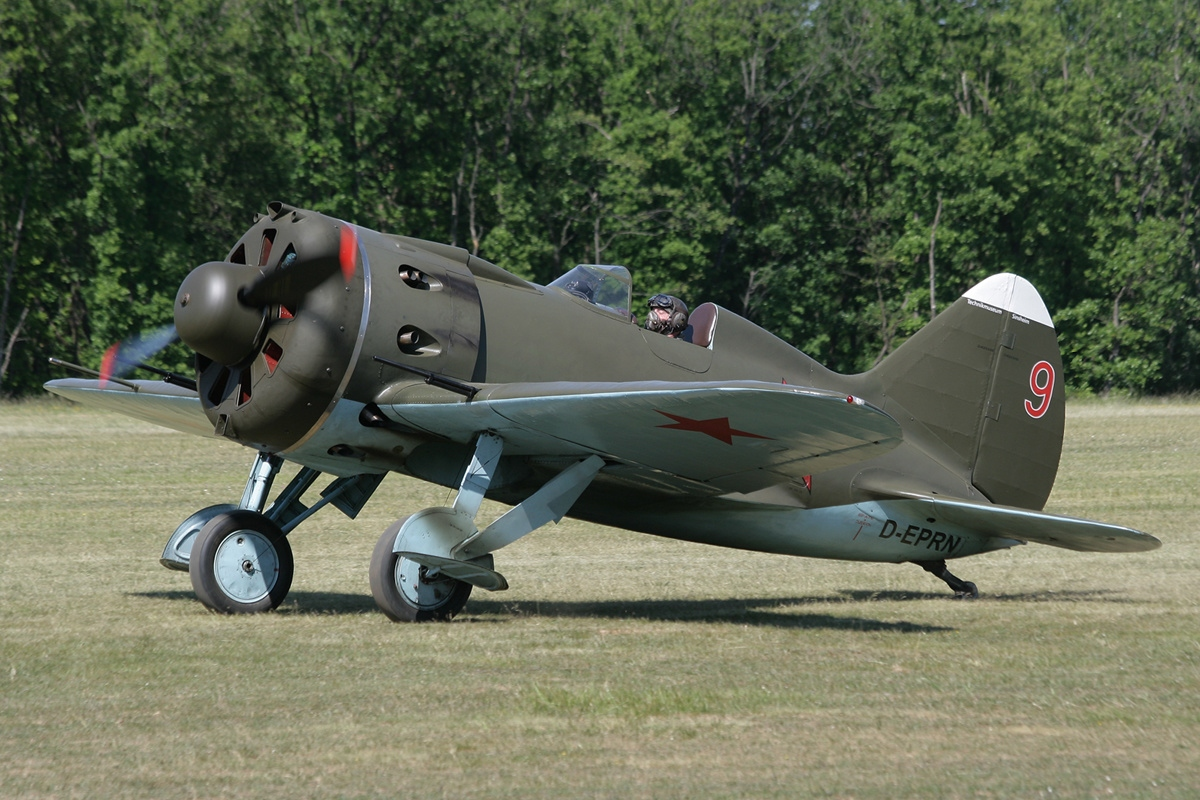
Самолёт И-16

За весь период своего существования полк несколько раз менял своё наименование:
- 361-й истребительный авиационный полк;
- 361-й истребительный авиационный полк ПВО (01.11.1948 г.);
- Войсковая часть полевая почта 22584.

## Создание полка
361-й истребительный авиационный полк начал формироваться 13 января 1944 года в 250-й истребительной авиационной дивизии 9-й воздушной армии Дальневосточного фронта (Красноармейский район Приморского края) после убытия на советско-германский фронт 530-го иап по штату 015/284 на самолётах И-16.

## Переименование полка
361-й истребительный авиационный полк в ноябре 1948 года после передачи из ВВС в войска ПВО был переименован в 361-й истребительный авиационный полк ПВО

## Расформирование
361-й истребительный авиационный полк ПВО в результате проводимой реформы Вооружённых сил 19 августа 1960 года был расформирован в составе 8-го корпуса ПВО вместе 250-й истребительной авиационной дивизией на аэродроме Хабаровск-Центральный.

## В действующей армии
В составе действующей армии:
- с 9 августа 1945 года по 3 сентября 1945 года

## Командиры полка
- майор Копцов Иван Степанович[2], 01.1944 — 12.1945

## В составе соединений и объединений
| Период        | Фронт (округ)                       | армия               | корпус                                     | дивизия                                      | примечание                                                           |
| ------------- | ----------------------------------- | ------------------- | ------------------------------------------ | -------------------------------------------- | -------------------------------------------------------------------- |
| 13.01.1944 г. | Дальневосточный фронт               | 9-я воздушная армия |                                            | 250-я истребительная авиационная дивизия     | И-16                                                                 |
| 21.12.1944 г. | Дальневосточный фронт               | 9-я воздушная армия |                                            | 250-я истребительная авиационная дивизия     | И-16, получил первые 2 Як-7б и летный состав приступил к их освоению |
| 19.03.1945 г. | Приморская группа войск             | 9-я воздушная армия |                                            | 250-я истребительная авиационная дивизия     | И-16, Як-7б                                                          |
| 01.04.1945 г. | Приморская группа войск             | 9-я воздушная армия |                                            | 250-я истребительная авиационная дивизия     | перевооружён на Як-9, переформирован по штату 015/364                |
| 15.04.1945 г. | Приморская группа войск             | 9-я воздушная армия |                                            | 34-я бомбардировочная авиационная дивизия    | Як-9                                                                 |
| 05.08.1945 г. | 1-й Дальневосточный фронт           | 9-я воздушная армия |                                            | 250-я истребительная авиационная дивизия     | Як-9                                                                 |
| 08.08.1945 г. | 1-й Дальневосточный фронт           | 9-я воздушная армия |                                            | 250-я истребительная авиационная дивизия     | имел в боевом составе 40 Як-9                                        |
| 09.08.1945 г. | 1-й Дальневосточный фронт           | 9-я воздушная армия |                                            | 250-я истребительная авиационная дивизия     | принимал участие в Советско-японской войне на Як-9                   |
| 03.09.1945 г. | 1-й Дальневосточный фронт           | 9-я воздушная армия |                                            | 250-я истребительная авиационная дивизия     | Як-9                                                                 |
| 10.09.1945 г. | Забайкальско-Амурский военный округ | 9-я воздушная армия |                                            | 250-я истребительная авиационная дивизия     | Як-9                                                                 |
| 01.08.1946 г. | Забайкальско-Амурский военный округ | ВВС округа          | 12-й смешанный авиационный корпус          | 250-я истребительная авиационная дивизия     |                                                                      |
| 01.10.1948 г. | ПВО страны                          |                     | 1-й истребительный авиационный корпус ПВО  | 250-я истребительная авиационная дивизия ПВО |                                                                      |
| 10.01.1949 г. | ПВО страны                          |                     | 50-й истребительный авиационный корпус ПВО | 168-я истребительная авиационная дивизия ПВО |                                                                      |
| 01.12.1954 г. | ПВО страны                          | Амурская армия ПВО  |                                            | 168-я истребительная авиационная дивизия ПВО |                                                                      |
| 01.04.1957 г. | ПВО страны                          |                     | Комсомольский корпус ПВО                   | 168-я истребительная авиационная дивизия ПВО |                                                                      |
| 01.04.1960 г. | ПВО страны                          |                     | 8-й корпус ПВО                             | 168-я истребительная авиационная дивизия ПВО |                                                                      |
| 01.08.1960 г. | ПВО страны                          |                     | 8-й корпус ПВО                             |                                              |                                                                      |
| 19.08.1960 г. | ПВО страны                          |                     | 8-й корпус ПВО                             |                                              | расформирован                                                        |

## Участие в операциях и битвах
- Советско-японская война
  - Маньчжурская операция — с 9 августа 1945 года по 2 сентября 1945 года.
  - Харбино-Гиринская наступательная операция — с 9 августа 1945 года по 2 сентября 1945 года.

| Як-7УТ | Як-9УМ | Як-7 |

## Благодарности Верховного Главнокомандующего
Верховным Главнокомандующим лётчикам полка в составе 250-й иад объявлена благодарность за отличные боевые действия в боях с японцами на Дальнем Востоке

## Итоги боевой деятельности полка
Результаты боевой работы в документах архивов МО РФ не найдены.
| МиГ-17 | МиГ-15 | МиГ-17 |

## Самолёты на вооружении
| Период      | Самолёты |
| ----------- | -------- |
| 1944 — 1945 | И-16     |
| 1945 — 1945 | Як-7Б    |
| 1945 — 1952 | Як-9     |
| 1952 — 1955 | МиГ-15   |
| 1955 — 1960 | МиГ-17   |

## Базирование
| Период            | Место базирования             |
| ----------------- | ----------------------------- |
| 09.1945 — 06.1946 | Большой, Хабаровский край     |
| 06.1946 — 11.1948 | Кайсю (Хэчжу), Северная Корея |
| 11.1948 — 06.1962 | Большой, Хабаровский край     |